# ایمپرو ایرویز
ایمپرو ایرویز (به انگلیسی: Impro Airways) یک خط هوایی هلیکوپتر بود که دفتر مرکزی آن در فرودگاه بین‌المللی تریبهوان، واقع در کاتماندو، نپال قرار داشت. این شرکت در سال ۲۰۰۸ منحل شد.